# Alfanumerisk

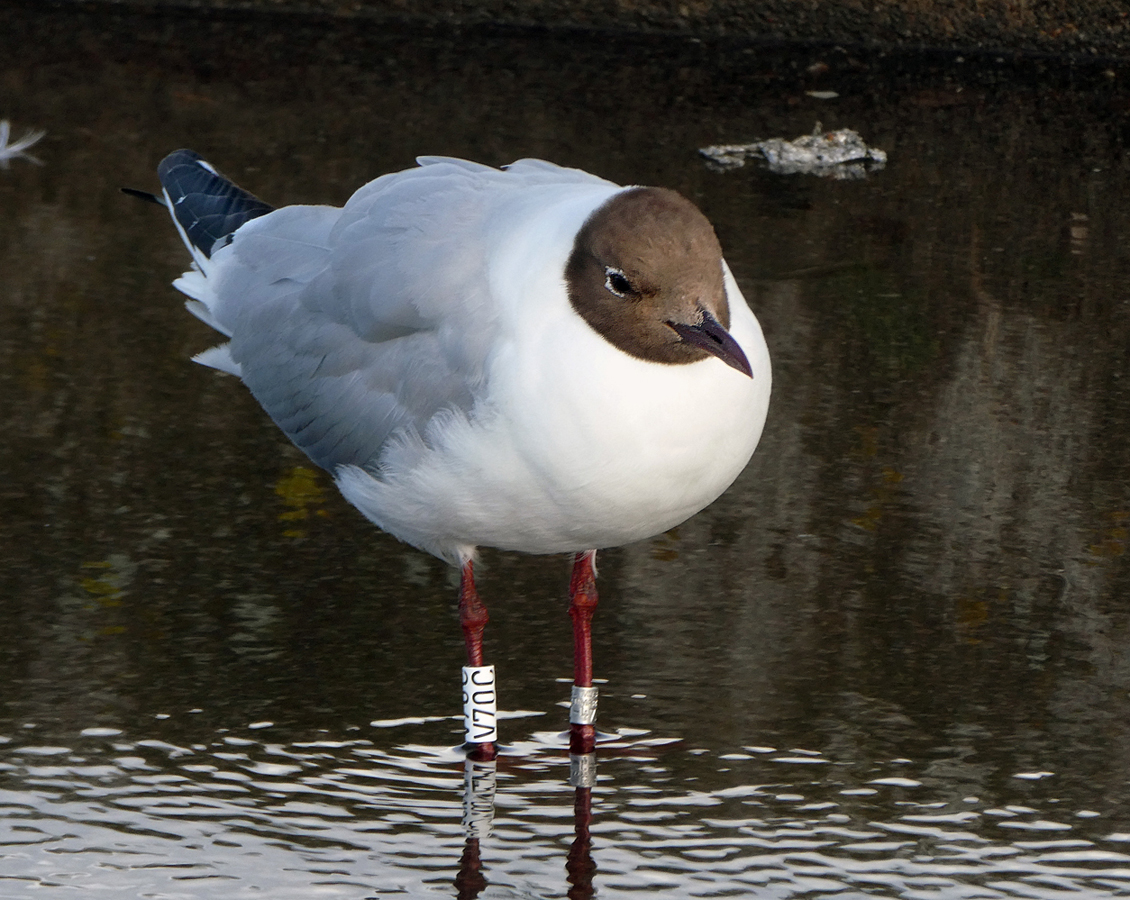
En skrattmås ringmärkt med en alfanumerisk plastring som gör det lättare att avläsa på långt håll.

Alfanumerisk är en teckenuppsättning som innehåller både siffror 0–9 och bokstäver A–Z och eventuellt inkluderande skiljetecken och andra specialtecken.

## Teckenuppsättning
Alfanumerisk (ibland förkortat till alfamerisk) är ett samlingsnamn på bokstäverna i alfabetet A–Z och siffrorna 0–9.
Historiskt sett motsvaras varje alfanumeriskt tecken av en byte information (28), och kan representera sammanlagt 256 olika tecken (koden ASCII).
Eftersom varje bit är 0 eller 1 och antalet värden som kan lagras i sex bitar är 26=64, räcker det för att lagra de alfanumeriska tecknen. Det innebär också att i datorvärlden kan ett tecken lagrat i alfanumerisk kod potentiellt uppta mindre utrymme än vid lagring med tecken enligt 8-bitars ASCII, eftersom varje alfanumeriskt tecken bara kräver 6 bitar för kodning.
Det finns således vid 6 bitars kodning plats för ytterligare 28 tecken (vanligtvis snedstreck och andra skiljetecken), vilket gör alfanumeriska data lämpliga för att lagra text och webbplatsadresser.
Sedan har behov uppstått av att använda många fler tecken, bokstäver med accent och andra olika diakritiska tecken, ideogram, och numera använder man mer än en byte av information för varje tecken.

## Användning
Förutom i webbplatsadresser brukar man använda alfanumeriska tecken för att definiera en kod eller teckenuppsättning eller för att precisera egenskaper och möjligheter på in- och utenheter.

## Alfanumerisk sortering
Ordet används till exempel i frasen "alfanumerisk sortering". Alfanumerisk sortering innebär sortering efter bokstäverna i alfabetet i följd och sedan efter siffrorna från låg till hög. Om det förekommer både bokstäver och siffror i ordet brukar man oftast sortera tecken för tecken och ignorera skiljetecken, stora bokstäver, och mellanslag, om inte annat uttryckligen nämns.